# أوستن جروب

مجموعة أوستن أو أوستن جروب أو  مجموعة مراجعة المعايير المشتركة في أوستن هي مجموعة عمل فنية مشتركة تم تشكيلها لتطوير والحفاظ على البينية الاساسية للانظمة المفتوحة من بوزيكس 1003.1 وبوزيكس 1003.2 وأجزاء من مواصفات يونكس المنفردة.
تضم أوستن مجموعة من مطورين مجتمع المصادر المفتوحة. وكجزء من الإقرار بإسهاماتهم القيمة، قدم لهم حامل حقوق النشر عدة منح تسهيلات تتعلق باستخدام وثائق تلك المشاريع. من تلك المشاريع نذكر مشروع فري بس اس دي ونت بي اس دي.